# Зелені робочі місця
Зелені робочі місця (зелені комірці, англ. Green-collar jobs, green jobs) — робочі місця, створені в результаті включення принципів сталого розвитку в процеси модернізації. В основному це роботи, пов'язані з транспортним сектором, поновлюваними джерелами енергії, будівництвом та управлінням відходами. Їх розквіт пов'язаний зі зростаючим переконанням, що зміна клімату є результатом людської діяльності, тому бажання загальмувати ці зміни вимагає таких економічних змін, які б забезпечили збереження екологічного середовища, щоб забезпечити добробут і нові робочі місця для безробітних та працюючих в секторах, які в найбільшій мірі сприяють глобальному потеплінню (наприклад, автомобільна промисловість чи видобуток вугілля). Зелені робочі місця є частиною Зеленого нового курсу.
Вважається, що підвищення енергоефективності на 1% в рік протягом десяти років буде сприяти створенню і утриманню 200 тис. нових робочих місць в Європейському Союзі в цей період. Кількість додаткових штатних працівників може збільшитися за рахунок збільшення інвестицій у вітроенергетику — при річному виробництві 1 терават-година, виникає потреба у від 918 до 2400 робочих місць, у той час як при виробництві такої ж кількості енергії на атомних електростанціях формується 75 робочих місць, на газових — від 250 до 265 і на вугільних — 370. У цій галузі економіки сьогодні працюють 73,8 тис. чоловік у Німеччині і 35 тис. — в Іспанії. Додаткові можливості з'являються при закінченні певних курсів і вишколів, щоб допомогти в отриманні відповідної кваліфікації та перепідготовки.
За даними EurObserv'ER, на кінець 2011 р. в Польщі в секторі відновлюваних джерел енергії працювало 34,6 тис. чоловік, в той же час в Німеччині було 378,8 тис. «зелених» працівників.

## Ресурси Інтернету
- Raport Jean Lambert, eurodeputowanej Partii Zielonych z Londynu, nt. zielonych miejsc pracy (en) [Архівовано 1 січня 2014 у Wayback Machine.]
- Green Jobs: Towards decent work in a sustainable, low-carbon world. Raport Worldwatch Institute (en) [Архівовано 14 листопада 2012 у Wayback Machine.]
- Sustainable Business Design (en) [Архівовано 27 липня 2014 у Wayback Machine.]
- Zmiany klimatyczne a rynek pracy — raport ETUC
- Kampania gospodarcza Zielonych 2004

## Виноски
1. ↑  Raport Jean Lambert, eurodeputowanej Partii Zielonych z Londynu, nt. zielonych miejsc pracy [Архівовано 1 січня 2014 у Wayback Machine.].
2. ↑  Prawie 34,6 tys. Polaków pracuje w energetyce odnawialnej [Архівовано 24 лютого 2014 у Wayback Machine.].